# Dorothea a Danemarcei, Ducesă de Brunswick-Lüneburg
Prințesa Dorothea a Danemarcei (29 iunie 1546 – 6 ianuarie 1617) a fost ducesă de Brunswick-Lüneburg din 1561 până în 1592 ca soție a  Ducelui Wilhelm de Brunswick-Lüneburg. Ea a fost regentă pentru fiul ei minor Georg, Duce de Brunswick-Lüneburg din 1592 până în 1596.

## Biografie
Născută la Kolding, Dorothea a fost copilul cel mic al regelui Christian al III-lea al Danemarcei și al reginei Dorothea de Saxa-Lauenburg. S-a căsătorit cu Wilhelm, Duce de Brunswick-Lüneburg la 12 octombrie 1561. Când soțul ei a murit în 1592 ea a devenit regentă pentru fiul ei minor. A avut o profundă neîncredere în consilieri din cauza proastei lor administrări a averilor soțului ei în timpul nebuniei sale. Dorothea a fost cunoscută ca un regent capabil și energic.
A murit la Winsen, Germania la vârsta de 70 de ani.

## Copii care au atins vârsta adultă
- Sophie de Brunswick-Lüneburg (30 octombrie 1563 – 1639); s-a căsătorit cu Georg Frederic, Margraf de Brandenburg-Ansbach.
- Ernest al II-lea, Duce de Brunswick-Lüneburg (31 decembrie 1564 – 2 martie 1611); Prinț de Lüneburg în perioada 1592–1611.
- Elisabeta de Brunswick-Lüneburg (19 octombrie 1565 – 17 iulie 1621); s-a căsătorit cu Frederic, Conte de Hohenlohe-Langenburg.
- Christian, Duce de Brunswick-Lüneburg (19 noiembrie 1566 – 8 noiembrie 1633); Prinț de Lüneburg în perioada 1611–1633.
- Augustus I, Duce de Brunswick-Lüneburg (18 noiembrie 1568 – 1 octombrie 1636); Prinț de Lüneburg în perioada 1633–1636.
- Dorothea de Brunswick-Lüneburg (1 ianuarie 1570 – 15 august 1649); s-a căsătorit cu Karl I, Conte Palatin de Zweibrücken-Birkenfeld.
- Clara de Brunswick-Lüneburg (16 ianuarie 1571 – 18 iulie 1658); s-a căsătorit cu Wilhelm, Conte de Schwarzburg-Blankenburg.
- Anne Ursula de Brunswick-Lüneburg (22 martie 1572 – 5 februarie 1601)
- Margareta de Brunswick-Lüneburg (6 aprilie 1573 – 7 august 1643); s-a căsătorit cu Johann Casimir, Duce de Saxa-Coburg.
- Frederic al IV-lea, Duce de Brunswick-Lüneburg (28 august 1574 – 10 decembrie 1648); Prinț de Lüneburg în perioada 1636–1648.
- Maria de Brunswick-Lüneburg (21 octombrie 1575 – 8 august 1610)
- Magnus de Brunswick-Lüneburg (30 august 1577 – 10 februarie 1632)
- Georg, Duce de Brunswick-Lüneburg (17 februarie 1582 – 12 aprilie 1641); Prinț de Calenberg în perioada 1635–1641
- Johann de Brunswick-Lüneburg (23 iunie 1583 – 27 noiembrie 1628)
- Sybille de Brunswick-Lüneburg (3 iunie 1584 – 5 august 1652); s-a căsătorit cu Julius Ernest, Duce de Brunswick-Lüneburg.